# Lady in Black
«Lady in Black» — пісня британського рок-гурту Uriah Heep, четвертий трек її другого альбому Salisbury, що вийшов в лютому 1971 року. Автор пісні, клавішник Кен Хенслі, в студії і на концертах сам виконував у пісні партію провідного вокалу.

## Історія створення
У короткому коментарі на обкладинці оригінального вінілового релізу, розповідалося про те, що для Кена Хенслі джерелом натхнення став реальний випадок: несподіваний візит до нього дочки сільського вікарія в хвилину, коли він перебував у вкрай пригніченому стані. Результатом цієї зустрічі і — свого роду осяяння — і з'явилася пісня «Леді в чорному»: філософська притча, яка розповідає про те, що зло не можна перемогти силами самого зла.
«Lady in Black», пісня, виконана у формі фолк-балади (і не мала традиційних куплета-приспіву), стала одним з найпопулярніших концертних номерів Uriah Heep, особливим успіхом користуючись в Німеччині та Росії. У Британії та США пісня не випускалася синглом, але вийшла в Німеччині і стала головним хітом 1977 року. Протримавшись на вершині 13 тижнів, вона перешкодила зайняти вищу позицію Полу Маккартні і його хіту «Mull of Kintyre». За це досягнення Uriah Heep отримали тут нагороду «Золотий лев» (англ. Golden Lion), німецький аналог Grammy і Brit Awards.

## Зміст
Леді в чорному приходить до героя оповідання раннім недільним ранком, «її довге волосся розвівається на зимовому вітрі». Він не здогадується, за якими ознаками вона знаходить його (I know not how she found me): «по слідах руйнування», які помітні всюди навколо, як результат «битви», в якому той «не зміг перемогти» (англ. … Destruction lay around me from the fight I couldn't win).
Гостя просить його назвати ім'я його ворога, і той відповідає: «Ворог цей — живе в людях жадоба битися і вбивати братів своїх, без думки про любов і бога» (англ. … The need within some men to fight and kill their brothers without thought of love or god)
Він благає Леді в Чорному дати йому коней, щоб «розтоптати ворогів» (англ. And I begged her give me horses to trample down my enemies), але та відвертає його від думки про «битві, яка зводить людину до звіра; битві, яку так легко почати, і яку неможливо закінчити». (Англ. … Battle that reduces man to animal, so easy to begin and yet impossible to end).
Отримавши настанови від жінки, яку він іменує тепер «Матір'ю роду людського» (англ. Mother of all men), герой, в жаху перед самотністю, просить її простягнути руку і залишитися, щоб, перебуваючи поруч з нею, він міг би перебувати у світі . Але Леді в Чорному відповідає йому: «Вір мені» (англ. Have faith and trust in me …), і цими словами серце його «знову наповнює життям» (англ. … she said and filled my heart with life …)
«Неможливо перемогти числом,— продовжує вона. — Не тіште себе цією ілюзією. Коли ж я знадоблюся вам, не сумнівайтеся: я завжди буду неподалік». З цими словами вона повертається і йде; він, втративши дар мови, лише проводжає її поглядом. Оповідання завершується словами: Праця моя не стала легшою, але тепер я знаю, що не самотній. І кожен раз серце моє народжується заново, ледь тільки я згадую про той вітряний зимовий день … І якщо трапиться так, що одного разу вона прийде до вас, мудрість слів її випийте до дна. Прийміть в дар від неї мужність і — їй нагадайте про мене.
Пісня «Lady in Black» звучить українською мовою в альбомі «60/70» гурту «Кам'яний Гість» та має назву «Леді в чорному».